# Riksdagen 1527

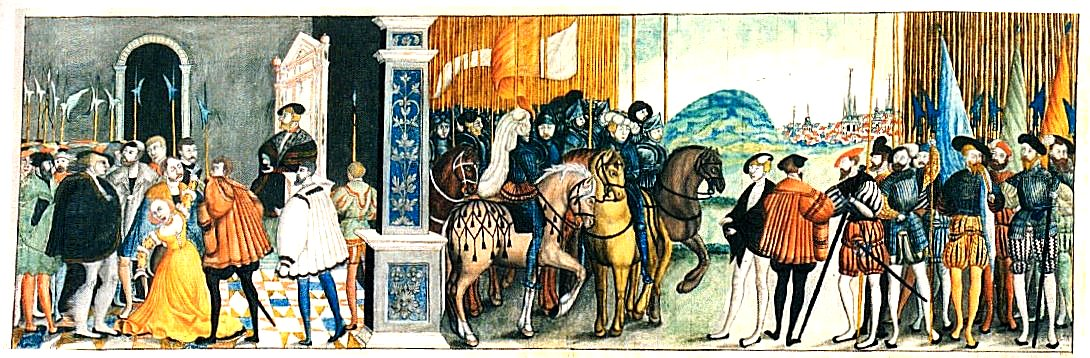
Västerås 1527.

Riksdagen 1527, även kallad Västerås riksdag hölls i Västerås 16–18 juni 1527 och är känd som "reformationsriksdagen", eller genom riksdagens beslut Västerås recess, då Gustav Vasa förändrade kyrkans fristående ställning. Banden med påven i Rom ifrågasattes, men kvarstod ännu några år. Den huvudsakliga källan till riksdagen ifråga är den kontroversiella Peder Svarts krönika.

## Kallelsen
Beslutet att sammankalla till riksdag föranleddes av oroligheter i Dalarna. Kung Gustav kallade till riksdag Helga trefaldighetssöndag i Västerås. Riksdagen skulle först ha hållits i Söderköping, vilket omöjliggjordes av dalaupproren.
Kallelsen utgick till rikets råd och menige adeln, två män från varje köpstad (en borgmästare och en rådman), fem till sex bönder per lagsaga, samt två eller fler av kapitlens lärdaste vilka utvaldes av rikets råd. Kallelsen till Dalarna hade dock en annorlunda lydelse.

## Mötet
Västerås riksdag hölls på slottet och i konventsalen i det dåvarande dominikanerklostret på Munkholmen. Närvarade gjorde 20 medlemmar av riksrådet (där biskoparna och electi ingick), kapitelherrar från bland annat Uppsala och Växjö, 129 friborne frälsemän (42 från Västergötland), åtminstone 34 borgare, 14 bergsmän och över 100 bönder (varav endast två från Dalarna). Av de närvarande kom alla från det egentliga Sverige, ingen kom från Finland. Däremot fanns företrädare från de tyska städerna. Adeln hade väpnat följe och kungen sin härmakt (som Svart kallar gamla hauptmän och fattigkarlar).
Riksdagen inleddes med Gustav Vasas proposition, meddelad av Laurentius Andreæ. Propositionen började med en historisk framställning om relationen mellan kung och folk, och fortsatte med slutsatser om vilka problem som förelåg i riket. Fokus för propositionen är dalkarlarna, den dåliga räntan (statens skatteinkomster), ridderskapets försvagande och kyrkans stora förmögenhet av gods, tullproblem, Kopparbergslagen och Silverbergslagen, borgarnas försvagande på grund av landsköp, samt att svenskarna är lätta på tygeln och lätt låter sig förföras av främmande herrar som önskar skapa tvedräkt. Syftet med propositionen är främst statsrättslig och inte teologisk: Gustav Vasa ville ingå ett samhällskontrakt med folket, om ett statsbygge med tydligare och skarpare gränser mellan kung och folk samt mellan folk och folk (ståndssamhälle).  
Efter propositionen inleddes förhandlingar om dess innehåll. Hur dessa förhandlingar gick till är en kontroversiell fråga, eftersom den huvudsakliga källan är Peder Svart vars tillförlitlighet är ifrågasatt och vars krönika därför måste tolkas. I själva riksdagsprotokollen finner man ingenting om förhandlingarnas gång. Man får endast veta att vart stånd för sig haft överläggningar, vilket ledde till att de tre världsliga stånden uppsatte var sitt förslag. Detta förblev länge därefter bruk vid riksmötena. Därefter fick kungen och rådet försöka att ur de olika förslagen få fram ett riksdagsbeslut som kunde underskrivas av alla ständerna.
Enligt Peder Svart var Hans Brask huvudtalare. Prästerskapet ska ha invänt att de var avhängiga påven och att de därför inte fick beblanda sig med andliga frågor utan påvens samtycke, varvid Gustaf Vasa ställde som ultimatum att han i så fall vägrade vara kung och började gråta offentligt. Bönderna och borgarna ska ha fört oväsen för att få behålla sin kung, och ridderskapet från Västergötland, ledda av Ture Jönsson (Tre Rosor), ha varit de sista att vilja ge efter för kraven.

## Mötets beslut
Resultatet av riksdagen, Västerås recess, var att kyrkans ekonomiska och militära maktställning bröts, och den väldiga kyrkoreduktionen, som på ett avgörande sätt stärkte kronans resurser, inleddes. Riksdagen kan ses som det egentliga startskottet för reformationen i Sverige, och därmed som lutherdomens införande. Hur Svenska kyrkans teologi skulle utformas fortfor dock vara en stridsfråga långt efter riksdagen, fram till Uppsala möte 1593.
Vid sidan av riksdagsbeslutet utfärdade kungen Västerås ordinantia, en förordning.